# Ratpenat llenguallarg de l'Índia
El ratpenat llenguallarg de l'Índia (Macroglossus sobrinus) és una espècie de ratpenat que es troba a Myanmar, Tailàndia, Sumatra, Java i Bali.